# Federico Amodeo
Federico Amodeo (Avelino, 8 de outubro de 1859 – Nápoles, 3 de novembro de 1946) foi um matemático italiano, especialista em geometria projetiva e história da matemática.
Obteve um doutorado (laurea) em matemática na Universidade de Nápoles Federico II, onde foi instrutor (libero docente) e de 1885 a 1923 lecionou geometria projetiva. Também lecionou em Nápoles no Istituto Tecnico Gianbattista Della Porta, de 1890 a 1923, quando aposentou-se. Em 1890–1891 visitou os geômetras da Universidade de Turim.
Como historiador especializou-se na história da matemática em Nápoles antes de 1860, que explanou na obra em dois volumes Vita matematica napoletana; volume I (1905), volume II (1924). Na Universidade de Nápoles lecionou de 1905 a 1922 um curso sobre história da matemática.
Foi palestrante convidado do Congresso Internacional de Matemáticos em Paris (1900) e em Roma (1908: Appunti su Biagio Pelicani da Parma). Foi eleito membro da Accademia Pontaniana.

## Obras
- Complementi di analisi algebrica elementare, 1909[4]
- Lezione di geometria proiettiva, 3rd edition, 2nd reprinting, 1920[5]
- Vita matematica napoletana, Napoli; volume I. [S.l.: s.n.] 1905, volume II. [S.l.: s.n.] 1924
- Sulla storia della prospettiva: Breve risposta alla nota del socio corrispondente Gino Loria letta nella tornata dell'8 gennaio 1933, Napoli, Tipografia dell'Ospedale Psichiatrico Provinciale Leonardo Bianchi
- Lo sviluppo della prospettiva in Francia nel secolo XVII: memoria letta all'Accademia Pontaniana di Napoli nella tornata del 25 giugno 1933, Napoli, Tipografia dell'Ospedale Psichiatrico Provinciale Leonardo Bianchi, 1933
- Origine e sviluppo della geometria proiettiva, Napoli, Editore B. Pellerano, 1939
- Sintesi storico-critica della geometria delle curve algebriche, Conte editore Napoli 1945